# Ahmed Hegazy
Ahmed Hegazy (arabisk: أحمد حجازي) (født 25. januar 1991) er en egyptisk fodboldspiller som spiller for Premier League-holdet West Bromwich. Han spillede tidligere for Egyptens U/20-landshold, U/23-holdet og fik sin debut på førsteholdet den 3. september 2011.
Hegazy er central forsvarsspiller.

## Klub
Hans professionelle karriere begyndte den 24. november 2009, hvor han debuterede for den egyptiske klub, Ismaily. Den 22. november 2011 meddelte klubben, at han var blevet solgt til italienske Fiorentina for 1.5 million euro. Det egyptiske hold vil modtage 15% af hans indtjening. Han spillede med nummer 3.